# Vignes, Yonne
Vignes là một xã của Pháp,tọa lạc ở tỉnh Yonne trong vùng Bourgogne.

## Hành chính
| Danh sách các thị trưởng               |           |                      |      |         |
| Giai đoạn                              | Giai đoạn | Tên                  | Đảng | Tư cách |
| tháng 3 năm 2001                       | mars 2008 | Jean-Louis Groguenin |      |         |
| mars 2008                              |           | Jean-Louis Groguenin |      |         |
| Tất cả các dữ liệu trước đây không rõ. |           |                      |      |         |

## Biến động dân số
| 1962                                                 | 1968 | 1975 | 1982 | 1990 | 1999 |
| ---------------------------------------------------- | ---- | ---- | ---- | ---- | ---- |
| 128                                                  | 132  | 80   | 83   | 78   | 68   |
| Số liệu lấy từ năm 1962: Dân số không tính hai trùng |      |      |      |      |      |